# Murphy (Texas)
Murphy város az Amerikai Egyesült Államok Texas államában, Collin megyében. Lakosainak száma 21 013 fő (2020. április 1.).

## Története
1846-ban érkeztek az első telepesek erre a területre. 1888-ban a települést a lakosok átnevezték „Murphy”-ra: William Murphy tiszteletére, aki földet biztosított a sínek és egy depó építéséhez. 1891-ben postahivatalt hoztak létre. Az 1880-as évektől az 1950-es évekig Murphy szállítási (be- és kirakodási) pontként szolgált a környékbeli gazdák és állattenyésztők számára. A nagy gazdasági világválság, a mezőgazdaság gépesítése és a Dallas nagyvárosi területének munkalehetőségei hozzájárultak Murphy lakosságának csökkenéséhez.
A postai szolgáltatást 1954-ben megszüntették. A közösséget 1958-ban várossá nyilvánították. Az 1970-es évek közepétől a népesség megnőtt. A közeli Planóban és Richardsonban működő vállalkozások megalapítása Murphyt e két város ingázó közösségévé tette. 1970-ben 261 lakost jelentettek Murphyben. Ez a szám 1990-re 1547-re emelkedett, 2000-re a lakosság megduplázódott, 3099-re.

## Népesség
A település népességének változása:
| Lakosok száma | 17 708 | 20 500 | 21 013 |
|               | 2010   | 2019   | 2020   |

## Képgaléria

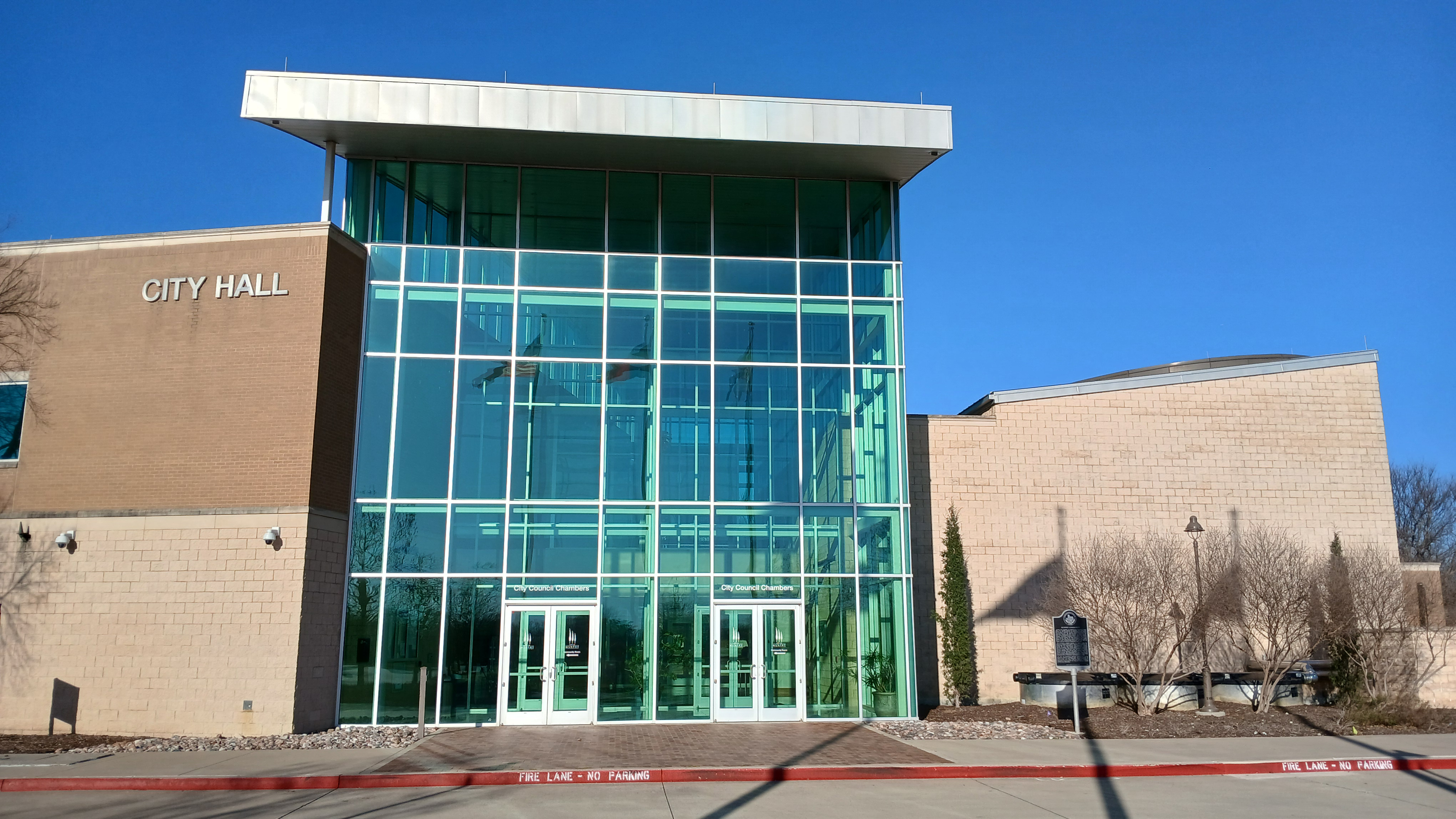
A városi Tanács épülete
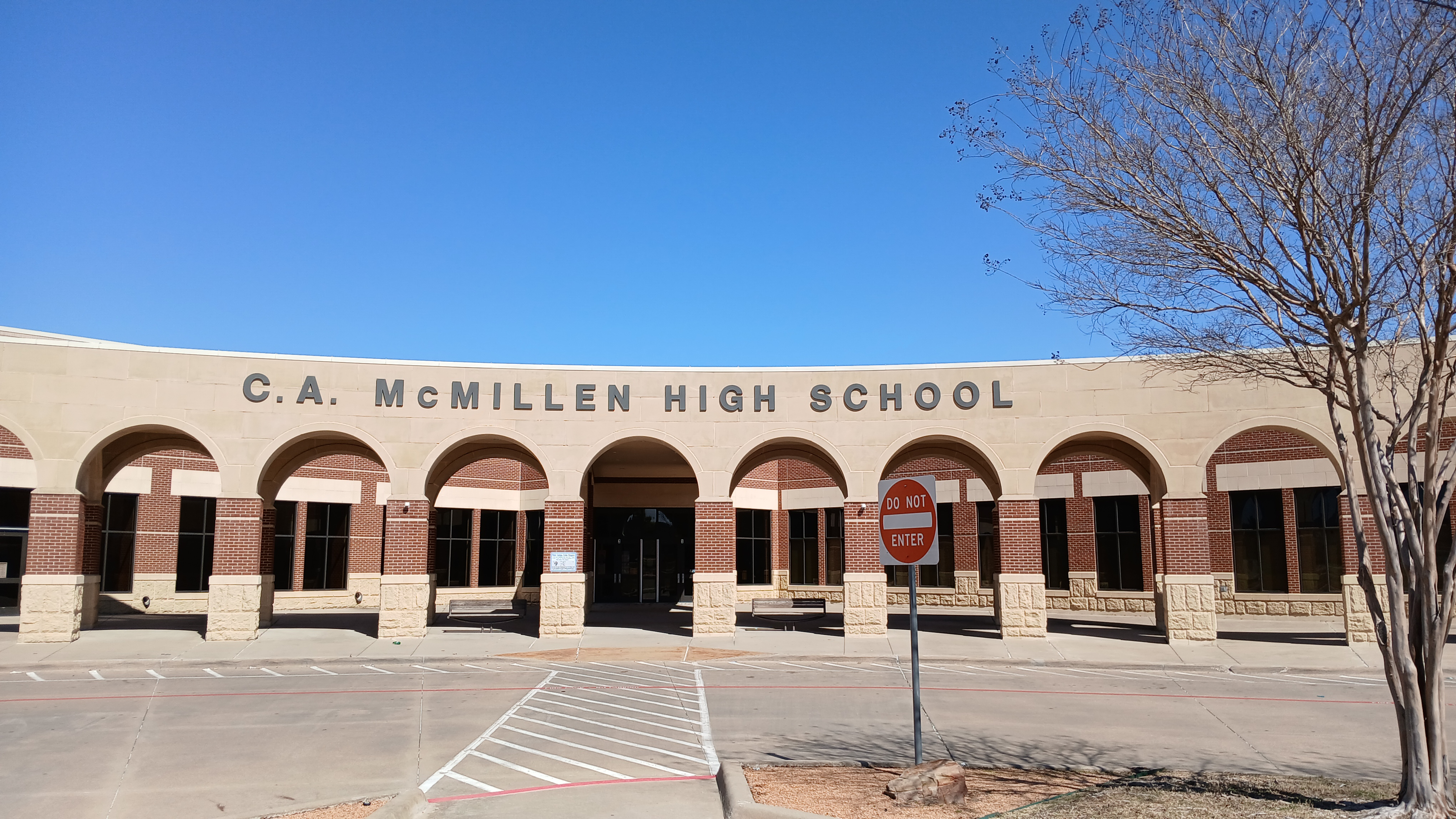
A Kaliforniai McMillen Középiskola
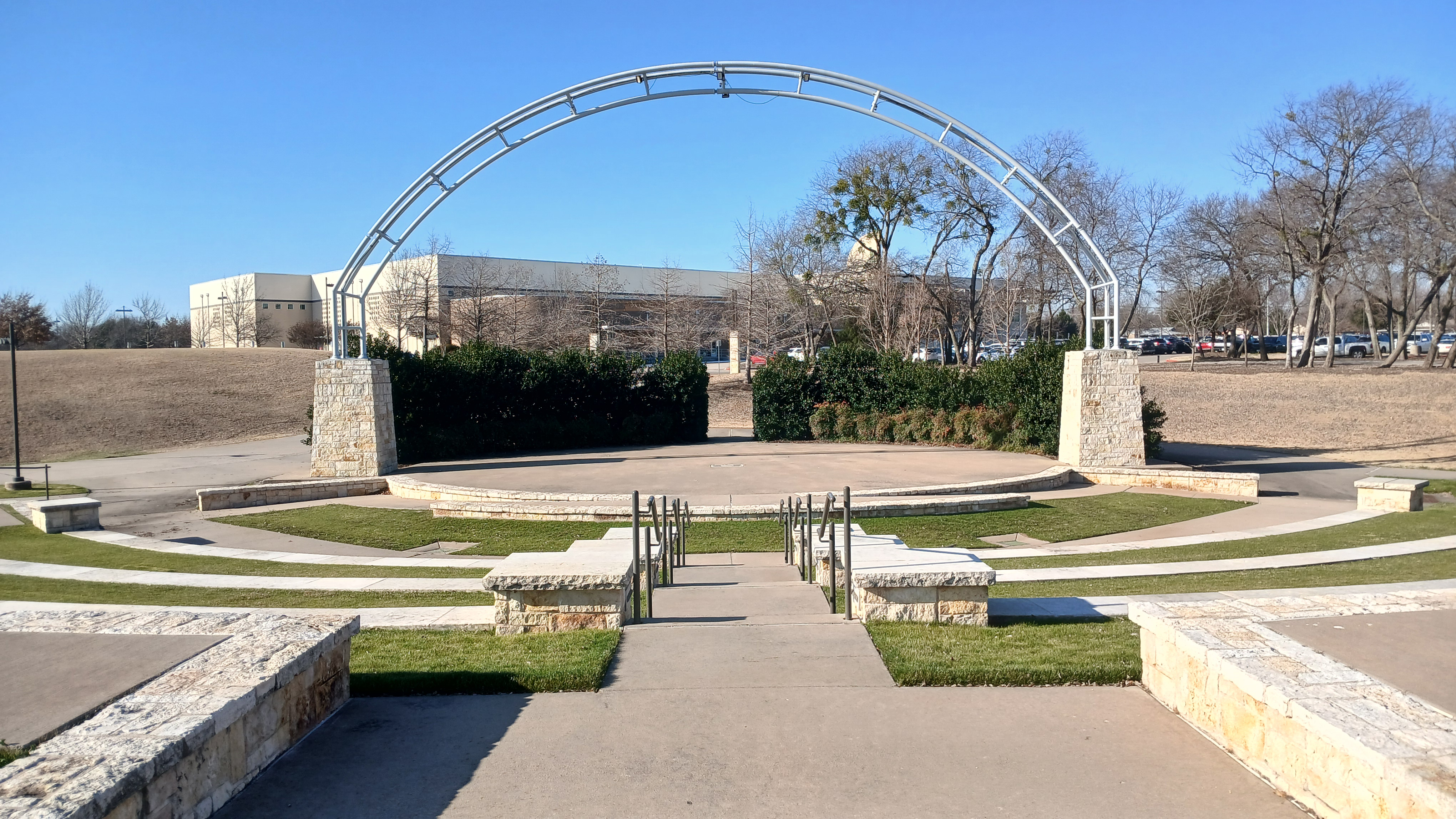
Amfiteátrum a Central Parkban
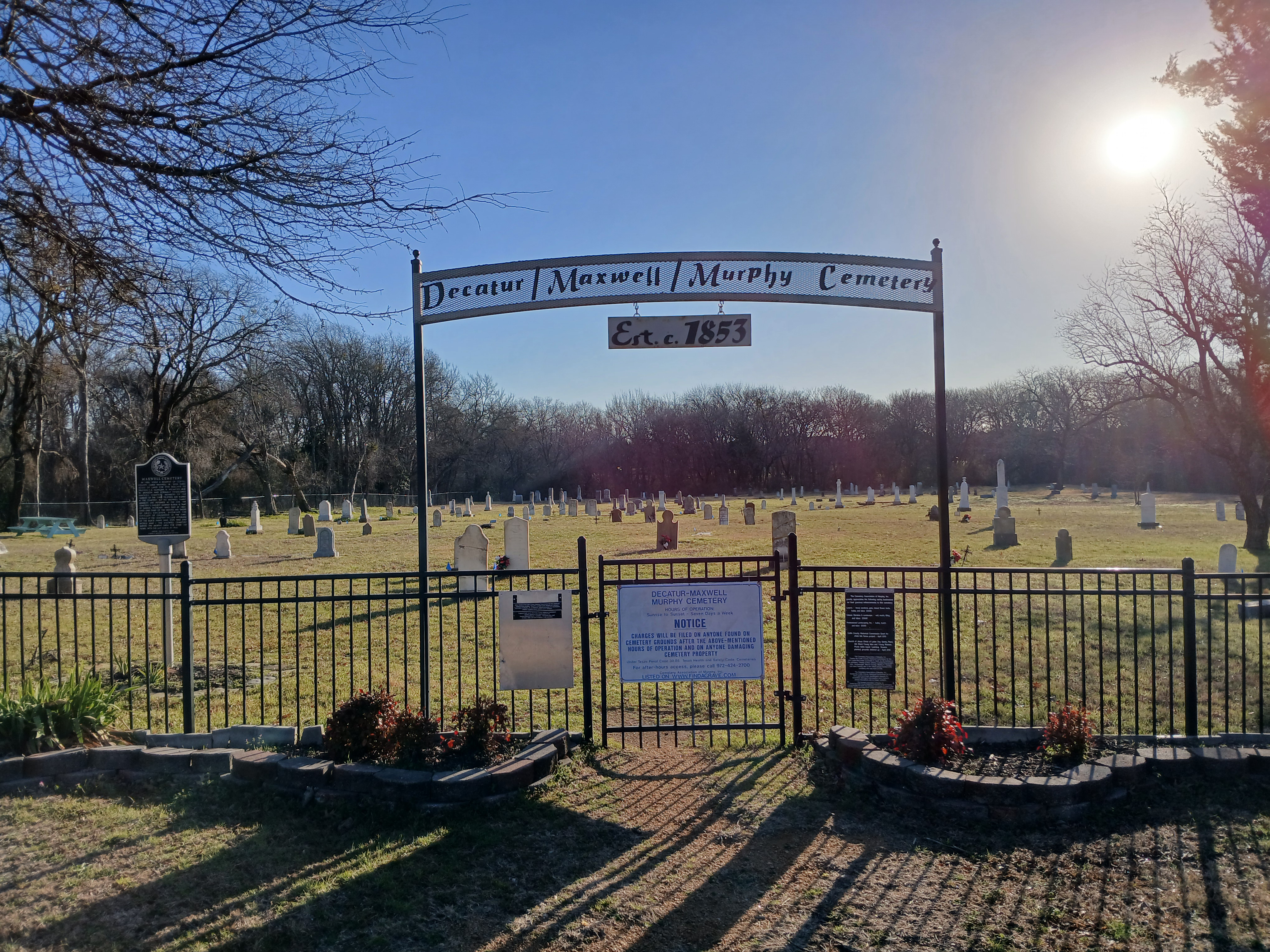
Decatur Maxwell Murphy temető